# Huoyan Xiang
Huoyan Xiang (kinesiska: 火岩乡) är en socken i Kina. Den ligger i provinsen Hunan, i den södra delen av landet, omkring 370 kilometer väster om provinshuvudstaden Changsha.
Genomsnittlig årsnederbörd är 1 681 millimeter. Den regnigaste månaden är maj, med i genomsnitt 292 mm nederbörd, och den torraste är december, med 20 mm nederbörd.